# بزرگنمایی دالی

قاب از یک انیمیشن نشان می دهد که بزرگنمایی دالی در حال انجام است. در بالای تصویر نمای دوربین قرار دارد. مکعب ها به همان اندازه باقی می مانند که قوری های موجود در پس زمینه بزرگتر می شوند. در پایین تصویر یک نمای پلانی وجود دارد که نشان می دهد دوربین در حین بزرگنمایی به عقب حرکت می کند و نحوه به دست آوردن افکت را نشان می دهد.

بزرگنمایی دالی (همچنین به‌عنوان شات هیچکاک ،    شات سرگیجه ، جلوه آرواره ،  یا شات زولی  نیز شناخته می‌شود) یک جلوه بصری است که به نظر می‌رسد ادراک بصری عادی را تضعیف می‌کند.
جلوه زوم دالی از طریق بزرگنمایی لنز زوم برای تنظیم زاویه دید (که معمولاً به‌عنوان میدان دید یا FOV شناخته می‌شود) به‌دست می‌آید، در حالی که دوربین به سمت سوژه یا دور از آن حرکت می‌کند، به‌گونه‌ای که اندازه سوژه در کادر ثابت باقی می‌ماند. این تکنیک زاویه دید را از یک نمای زاویه باز به یک زاویه فشرده‌تر تغییر می‌دهد. در شکل کلاسیک آن، دوربین از سوژه دور می‌شود در حالی که لنز زوم می‌کند، یا برعکس، به سمت سوژه نزدیک می‌شود در حالی که زوم به عقب کشیده می‌شود. این تغییر در بزرگنمایی لنز به مخاطب کمک می‌کند تفاوت بصری بین لنزهای زاویه باز و تله‌فوتو را درک کند. در طول اجرای زوم دالی، یک خطای پرسپکتیو مداوم ایجاد می‌شود که بارزترین ویژگی آن، تغییر ظاهری اندازه پس‌زمینه نسبت به سوژه است. به‌طور کلی، این افکت را می‌توان به سه مؤلفه اصلی تقسیم کرد: جهت حرکت دوربین (به سمت سوژه یا دور از آن)، سرعت دالی (سرعت حرکت فیزیکی دوربین)، و فاصله کانونی لنز دوربین (تغییر زاویه دید از طریق زوم). ترکیب دقیق این مؤلفه‌ها به فیلمسازان امکان می‌دهد تا جلوه‌های بصری متنوع و تأثیرگذاری خلق کنند که پرسپکتیو و احساس صحنه را به شکلی منحصربه‌فرد دستکاری می‌کند. 
تکنیک بزرگنمایی دالی به گونه‌ای در جلوه‌های بصری به کار می‌رود که یا پس‌زمینه به طور ناگهانی از نظر اندازه و جزئیات گسترش می‌یابد و بر پیش‌زمینه چیره می‌شود، یا پیش‌زمینه به شدت برجسته شده و بر تنظیمات پیشین خود غالب می‌گردد، بسته به نحوه اجرای این تکنیک. از آنجا که چشم انسان از نشانه‌های اندازه و پرسپکتیو برای ارزیابی ابعاد نسبی اشیا استفاده می‌کند، تغییر پرسپکتیو بدون تغییر اندازه ظاهری، جلوه‌ای ظریف و غیرمنتظره ایجاد می‌کند که اغلب با تأثیر احساسی عمیقی همراه است.

## تاریخچه
تکنیک بزرگنمایی دالی برای اولین بار توسط آلفرد هیچکاک در دهه ۱۹۴۰ هنگام فیلمبرداری «ربکا» ایده‌پردازی شد، اما او نتوانست به نتیجه دلخواه برسد. حدود ۱۸ سال بعد، ایرمین رابرتز، فیلمبردار استودیوی پارامونت، با ابداع روشی مؤثر برای فیلم «سرگیجه» هیچکاک به موفقیت دست یافت. گفته می‌شود هیچکاک از رابرتز خواسته بود نمایی خلق کند که حس مستی پس از غش در یک مهمانی را منتقل کند. رابرتز، که پیش‌تر دوربینی ویژه با قابلیت تغییر سریع لنزهای کانونی برای نمایش در برد کوتاه طراحی کرده بود، با تخصص خود در لنزهای کانونی، تکنیک زوم دالی را نوآوری کرد. این تکنیک که به «شات ترومبون» یا «ضد بزرگنمایی» نیز معروف است، گامی بزرگ در فیلمبرداری محسوب می‌شد. با این حال، رابرتز در تیتراژ «سرگیجه» به‌درستی مورد تقدیر قرار نگرفت. این نما بعدها در فیلم‌های متعددی از جمله «آرواره‌ها»، سه‌گانه «ارباب حلقه‌ها» و «رولت چینی» (1976) ساخته راینر ورنر فاسبیندر، که در آن دو بار در یک نما استفاده شد، به کار رفت. جو دانته، کارگردان، این تکنیک را «شات آرواره‌ها» نامید، زیرا صحنه‌ای در «آرواره‌ها» که روی شیدر شاهد حمله کوسه به الکس است، به‌عنوان برجسته‌ترین نمونه این تکنیک شناخته می‌شود.

### کارایی
تکنیک زوم دالی در سینما کاربردهای خلاقانه متعددی دارد و می‌توان آن را به دو نوع اصلی تقسیم کرد: دالی-این/زوم-اوت و دالی-اوت/زوم-این. در نوع دالی-این/زوم-اوت، دوربین به سمت سوژه حرکت می‌کند و همزمان لنز زوم به عقب کشیده می‌شود، که باعث می‌شود پس‌زمینه به‌سرعت گسترش یابد و از سوژه دور به نظر برسد. این تکنیک اغلب برای ایجاد حس انزوا یا تغییر شدید در محیط استفاده می‌شود. به عنوان مثال، در فیلم «ارواح خبیثه»، زوم دالی پس‌زمینه را به‌گونه‌ای گسترش می‌دهد که گویی بسیار دورتر از شخصیت اصلی است. در مقابل، در دالی-اوت/زوم-این، دوربین از سوژه دور می‌شود و لنز زوم به جلو می‌رود، که پس‌زمینه را فشرده و به سوژه نزدیک‌تر نشان می‌دهد. این نوع شات می‌تواند حس نزدیکی یا فشار محیطی را القا کند. هر دو روش با دستکاری پرسپکتیو، تأثیرات بصری و احساسی قدرتمندی خلق می‌کنند.. 
بزرگنمایی دالی تکنیکی است که فیلمسازان اغلب برای انتقال احساسات پیچیده و عمیق به کار می‌برند، از جمله حس سرگیجه، «دور افتادن از خود»، غیرواقعی بودن، یا لحظه‌ای که شخصیت به درک جدیدی می‌رسد و مجبور به بازنگری باورهای پیشین خود می‌شود. این جلوه ویژه با تقویت احساسات، ابزاری خلاقانه در دست کارگردانان است و به غنای بصری و احساسی فیلم می‌افزاید. برای مثال، در فیلم «سریع و مرده» ساخته سام ریمی، زوم دالی همراه با زاویه کج هلندی، شدت دراماتیک یک صحنه تیراندازی را به تصویر می‌کشد. همچنین، این تکنیک می‌تواند حس تعلیق و اضطراب را منتقل کند، مانند صحنه‌ای در فیلم «شکاف» (2016)، جایی که کیسی کوک با نگاهی کنجکاو و مضطرب به دوردست خیره می‌شود. 
کاربردهای دیگر زوم دالی شامل القای ترس شدید، برجسته کردن لحظات کلیدی برای شخصیت‌ها، یا حتی ایجاد تغییرات بصری در رنگ و حال‌وهوای فیلم است. در «ارباب حلقه‌ها: یاران حلقه»، پیتر جکسون از این تکنیک برای انتقال روان به صحنه‌های پرشور و حماسی با حال‌وهوای شعله‌ور استفاده کرد. همچنین، کارگردانان ممکن است زوم دالی را به جای نمای عریض سنتی به کار ببرند تا زمینه‌ای غنی‌تر برای صحنه‌های بعدی فراهم کنند، و بدین ترتیب اطلاعات بصری کافی را به شکلی پویا به مخاطب ارائه دهند. این تنوع در کاربرد، زوم دالی را به ابزاری چندمنظوره و تأثیرگذار در فیلمسازی تبدیل کرده است.
تکنیک زوم دالی الزاماً تنها برای اهداف زیبایی‌شناختی یا روایی به کار نمی‌رود؛ بلکه می‌تواند به‌عنوان ابزاری برای انتقال یکپارچه بین دو فاصله کانونی عمل کند تا از اعوجاج پرسپکتیو متفاوت هر زاویه دید بهره ببرد. برای مثال، در اپیزود دوازدهم از فصل اول سریال «سوپرانوها»، در یک شات ۲۲ ثانیه‌ای از زوم دالی استفاده شده است که مایکی پالمیس را در حال گفت‌وگو با دو قاتل در گوشه خیابان نشان می‌دهد و سپس با حرکت دوربین به داخل خودرو، مکالمه او با جونیور سوپرانو، رئیسش، که در نزدیکی پارک کرده، ثبت می‌شود. این شات پیاده‌روی کوتاه مایکی بین دو موقعیت را دنبال می‌کند، در حالی که دوربین به‌صورت جانبی حرکت کرده و همزمان از خودرو جونیور فاصله می‌گیرد. با بزرگ‌نمایی لنز و عقب‌رفتن دوربین، پس‌زمینه به‌تدریج بزرگ‌تر به نظر می‌رسد. این تکنیک به فیلمسازان امکان می‌دهد بدون نیاز به برش اضافی یا جلب توجه بیش از حد به حرکات دوربین، که ممکن است غوطه‌وری مخاطب را مختل کند، به کادربندی و پرسپکتیو مورد نظر در هر دو انتهای یک برداشت طولانی دست یابند. این ویژگی، زوم دالی را به ابزاری کاربردی برای حفظ تداوم بصری و روایی تبدیل می‌کند.

### نمونه های عملی
در آرواره ها (1975)، صحنه معروف «برو بیرون از آب» شامل یک دالی زوم است که بر  ترس مارتین برودی از یک کوسه در ساحل تمرکز دارد. 
در گاو خشمگین (1980)، مارتین اسکورسیزی از شات زوم دالی استفاده می کند تا مخاطب را منحرف کند  و در نتیجه یک اثر سرگیجه ایجاد کند. 
در فیلم «رفقای خوب» (1990)، مارتین اسکورسیزی از تکنیک زوم دالی برای القای حس تنش و پارانویا بین شخصیت‌ها بهره می‌برد. یکی از برجسته‌ترین نمونه‌های این تکنیک در صحنه‌ای است که هنری هیل (با بازی ری لیوتا) در یک غذاخوری با جیمی (با بازی رابرت دنیرو) غذا می‌خورد. در این صحنه، زوم دالی به‌گونه‌ای استفاده شده که نگاه مضطرب هنری به پنجره برای بررسی تعقیب‌کنندگان احتمالی را برجسته می‌کند. این شات با تغییر پرسپکتیو و بزرگ‌تر شدن پس‌زمینه، حس پارانویا و فشار روانی او را به شکلی تأثیرگذار به مخاطب منتقل می‌کند، و تنش حاکم بر لحظه را به‌خوبی به تصویر می‌کشد. 
در ارباب حلقه‌ها: یاران حلقه (2001)، فرودو در کنارش ایستاده است، به‌عنوان  بزرگنمایی دالی که نشان‌دهنده ورود دشمن از جنگل است. 
در انیمیشن «راتاتویی» (2007)، تکنیک زوم دالی برای القای احساسات عمیق و پیوندهای عاطفی بین شخصیت‌ها به کار رفته است. در یکی از صحنه‌های برجسته، آنتون اگو، منتقد غذا، پس از چشیدن راتاتویی، با یک زوم دالی تأثیرگذار به دوران کودکی خود فلاش‌بک می‌کند که حس نوستالژی و تحول عاطفی او را به تصویر می‌کشد. همچنین، این تکنیک در سراسر فیلم برای تأکید بر ارتباط بین شخصیت‌ها استفاده شده است، مانند لحظه‌ای که رمی، موش سرآشپز، در حال تماشای تلویزیون احساس نزدیکی عمیقی با سرآشپز گوستو می‌کند. زوم دالی در این صحنه‌ها با تغییر پرسپکتیو، پیوندهای عاطفی و لحظات کلیدی را به شکلی بصری و تأثیرگذار برای مخاطب برجسته می‌کند.. 

## نور شناسی
برای اکثر اهداف، می توان فرض کرد که فضای تصویر و فضای شی در یک رسانه قرار دارند. بنابراین، برای یک جسم در فوکوس، فاصله بین لنز و صفحه تصویر {\displaystyle s_{\text{i}}} ، فاصله بین عدسی و جسم {\displaystyle s_{\text{o}}} و فاصله کانونی {\displaystyle f} مرتبط هستند توسط
{\displaystyle {1 \over s_{i}}+{1 \over s_{o}}={1 \over f}.}
سپس بزرگنمایی عرضی است
{\displaystyle M={s_{\text{i}} \over s_{\text{o}}}={f \over (s_{\text{o}}-f)}.}
بزرگنمایی محوری {\displaystyle M_{\text{ax}}} از یک شی در {\displaystyle s_{\text{o}}} نرخ تغییر فاصله لنز-تصویر است {\displaystyle s_{\text{i}}} به عنوان فاصله عدسی - شی {\displaystyle s_{\text{o}}} تغییر می کند. برای یک جسم با عمق محدود، می توان میانگین بزرگنمایی محوری را به عنوان نسبت عمق تصویر و عمق جسم تصور کرد:
{\displaystyle M_{\text{ax}}=\left|{d \over d(s_{\text{o}})}{s_{\text{i}} \over s_{\text{o}}}\right|=\left|{d \over d(s_{\text{o}})}{f \over (s_{\text{o}}-f)}\right|=\left|{-f \over (s_{\text{o}}-f)^{2}}\right|={M^{2} \over f}.}
می‌توان دید که اگر بزرگ‌نمایی ثابت بماند، فاصله کانونی بیشتر منجر به بزرگ‌نمایی محوری کوچک‌تر و فاصله کانونی کمتر در بزرگ‌نمایی محوری بزرگ‌تر می‌شود. به این معنا که هنگام استفاده از فاصله کانونی بیشتر در حین دور کردن دوربین/لنز از جسم برای حفظ همان بزرگنمایی M, اجسام کم عمق تر به نظر می رسند و فاصله محوری بین اشیا کوتاه تر به نظر می رسد. برعکس - افزایش بزرگنمایی محوری - با فواصل کانونی کوتاه‌تر در حین حرکت دوربین/لنز به سمت جسم اتفاق می‌افتد.

### محاسبه فاصله ها
برای دستیابی به اثر، دوربین باید در فاصله معینی از جسمی قرار گیرد که قرار است در طول بزرگنمایی دالی ثابت بماند. فاصله به پهنای صحنه ای که قرار است فیلمبرداری شود و میدان دید (FOV) لنز دوربین بستگی دارد. قبل از محاسبه فواصل مورد نیاز در میدان های دید مختلف، عرض ثابت صحنه باید محاسبه شود:
{\displaystyle {\text{distance}}={\frac {\text{width}}{2\tan \left({\frac {1}{2}}{\text{FOV}}\right)}}.}
به عنوان مثال، یک FOV 90 درجه و فاصله 2 متری، عرض ثابت 4 متر را ایجاد می کند، که به یک شی با عرض 4 متر اجازه می دهد در طول افکت همچنان در داخل کادر باقی بماند.